# The Cascades
The Cascades var en amerikansk grupp bildad 1960 i San Diego, mest känd för sin hit singel "Rhythm of the Rain" 1962.
Gummoe lämnade gruppen 1967 för att satsa på en solokarriär. Senare bildade han bandet Kentucky Express.
The Cascades, med Wilson och Snyder som enda kvarvarande originalmedlemmar splittrades slutligen 1975. Gummoe spelade in en dansmix av "Rhythm of the Rain" 1990. Gruppen återförenades 1995 samt 2004 för att turnerade i bl. a. USA och Filippinerna. 
Dave Wilson avled år 2000 i en ålder av 63 år.

## Bandmedlemmar
- John Claude Gummoe (född 2 aug 1938, Cleveland, Ohio) - sång (1960-1967, 1995, 2004, 2012)
- Eddie Snyder - gitarr (1960-1975, 1995, 2004, 2012)
- David Szabo - keyboard (1960-1975, 1995, 2004, 2012)
- Dave Stevens - bas (1960-1975, 1995, 2004, 2012)
- Dave Wilson - trummor (1960-1975, 1995; död 2000)

## Diskografi
Studioalbum
- Rhythm of The Rain (1963)
- What Goes On Inside (1968)
- Maybe The Rain Will Fall (1969)

Singlar (urval)
- 1963 - Rhythm of the Rain (#3 på Billboard Hot 100)
- 1963 - The Last Leaf (#60)
- 1963 - Shy Girl (#91)
- 1963 - For Your Sweet Love (#86)
- 1969 - Maybe The Rain Will Fall (#61)

Samlingsalbum
- Rhythm of the Rain (1971)
- The Very Best of The Cascades (1999)
- Hits and Rarities (2001)
- All The Way To Yesterday (2006)